# Gołyń Mały
Gołyń Mały (niem. Klein See) – niewielkie zanikające jezioro w Bruździe Zbąszyńskiej, w powiecie międzyrzeckim, w gminie Pszczew, położone na terenie Pszczewskiego Parku Krajobrazowego.

## Charakterystyka
Jezioro otoczone lasami, leży około 4 km na południe od miejscowości Pszczew, 1,5 km na zachód od jeziora Chłop. Jezioro stanowi jeden z głównych elementów rezerwatu przyrody Jeziora Gołyńskie. Jest to zbiornik silnie zeutrofizowany, w większej części porośnięty roślinnością szuwarową.